# Anssi Jaakkola
Anssi Jaakkola (Kemi, Finlandia, 13 de marzo de 1987) es un exfutbolista finlandés. Jugaba de portero, y pasó su carrera en su país, Italia, la República Checa, Escocia, Sudáfrica e Inglaterra.
Tras su retiro al término de la temporada 2022-23, comenzó su carrera como entrenador de porteros en su último club como jugador, el Bristol Rovers F. C. inglés.

## Selección nacional
Fue internacional con la selección de fútbol de Finlandia en tres ocasiones.

### Participaciones internacionales
| Torneo                  | Sede   | Resultado    |
| ----------------------- | ------ | ------------ |
| Eurocopa Sub-21 de 2009 | Suecia | Primera fase |

## Clubes
| Club                   | País            | Año       |
| ---------------------- | --------------- | --------- |
| TP-47                  | Finlandia       | 2004-2006 |
| A. C. Siena            | Italia          | 2006-2010 |
| VF Colligiana (cedido) | Italia          | 2009      |
| Slavia de Praga        | República Checa | 2010      |
| Kilmarnock F. C.       | Escocia         | 2011-2013 |
| Ajax Cape Town         | Sudáfrica       | 2013-2016 |
| Reading F. C.          | Inglaterra      | 2016-2019 |
| Bristol Rovers F. C.   | Inglaterra      | 2019-2023 |